# 曹宁宁
曹宁宁（1987年11月20日—）是中国残疾人乒乓球运动员。他自2012年伦敦残奥会其连续4届参加残奥会，共取得4金2银的成绩。

## 个人生活
和他的许多队员一样，曹宁宁曾患脊髓灰質炎，小时候在邳州的新希望中心中得到残疾人乒乓球教练衡新的指导。
曹宁宁的爱人为韩国残疾人乒乓球运动员文盛慧。两人在2007年相遇并于2011年相恋。他们于2013年结婚并有3个女儿。